# Sisínio Trifílio
Sisínio Trifílio (em grego: Σισίννιος Τριφύλλιος; romaniz.: Sisinnios Triphyllios; 26 de junho de 811) foi um dos dignitários seniores do Império Bizantino durante o reinado da imperatriz Irene de Atenas (797-802) e do imperador Nicéforo I, o Logóteta (r. 802–811).

## Biografia
Sisínio aparece pela primeira vez na única procissão triunfal de Irene da Segunda-feira de Páscoa em 1 de abril de 799, através da capital imperial, Constantinopla. Na época, ele ostentava o posto de estratego (governador militar) da Trácia, o tema mais próximo da capital, e foi o titular da dignidade suprema de patrício. Ele foi um dos quatro patrícios (junto com Vardanes, o Turco, Constantino Boilas e seu irmão Nicetas Trifílio) que conduziu os quatro cavalos brancos que puxavam a carruagem imperial, um papel que marcou estes homens como os mais proeminentes apoiantes de Irene dentre os altos dignitários do Estado.
Apesar de seu apoio anterior a Irene, os irmãos Trifílio se opunham à crescente influência do eunuco Aécio (que substituiu Sisínio como estratego da Trácia por seu próprio irmão Leão em algum momento em 801/802) e as políticas fiscais adotadas por Irene nos anos seguintes. Eles estavam então entre os líderes que causaram a deposição de Irene pelo logóteta geral Nicéforo I, em 31 de outubro de 802. Como um patrício, Sisínio permaneceu influente sob Nicéforo, mas não é registrado como tendo ostentado qualquer posto específico. A morte de seu irmão de 30 de abril de 803 ocorreu, segundo alguns cronistas bizantinos, por ordem de Nicéforo, mas devido as estreitas relações de Sisínio com o imperador durante seu reinado, isto é improvável. Sisínio estava entre os magnatas que acompanharam Nicéforo em sua campanha contra os búlgaros em 811, e estava entre aqueles que foram escravizados na desastrosa Batalha de Plisca em 26 de julho.